# Saint-Gondran
Saint-Gondran település Franciaországban, Ille-et-Vilaine megyében. Lakosainak száma 629 fő (2022. január 1.). Saint-Gondran La Chapelle-Chaussée, Langouet és Saint-Symphorien községekkel határos.

## Népesség
A település népessége az elmúlt években az alábbi módon változott:
| Lakosok száma | 204  | 338  | 378  | 504  | 527  | 535  | 537  | 571  | 586  | 629  |
|               | 1968 | 1982 | 1990 | 2006 | 2013 | 2015 | 2017 | 2019 | 2020 | 2022 |